# 新喀里多尼亞金翅雀鯛
新喀里多尼亞金翅雀鯛（學名：Chrysiptera notialis），又稱新喀里多尼亞刻齒雀鯛，是輻鰭魚綱鱸形目雀鯛科金翅雀鯛屬的其中一種，分布於西太平洋豪勳爵島、諾福克島、新喀里多尼亞海域，深度7至45公尺，本魚體呈橢圓形而側扁，體為藍灰色，胸鰭後方變黑，背鰭、臀鰭和尾鰭基部呈藍黑色，背鰭和臀鰭邊緣呈亮藍色，尾鰭外半部呈藍色，腹鰭呈暗色，前緣為藍色，尖端為黑色，胸鰭基部背側呈淡藍色，有黑色斑點，具有細長的後背鰭條和臀鰭條，顏色主要為黑色，鰭邊緣為藍色，背鰭硬棘13枚、背鰭軟條14-15枚、臀鰭硬棘2枚、臀鰭軟條15-16枚，體長可達9公分，棲息在岩礁區，以浮游生物為食，繁殖期成對出現，雄魚會守護魚卵至孵化，生活習性不明，可做為觀賞魚。